# Sköldungaätten
Sköldungaätten, även kallade Skjoldungarna eller Sköldungarna, omnämnd i Snorres Edda, är en mytisk dansk kungaätt innefattande gestalter som Skjold (son till Oden), Rolf Krake, och Ivar Vidfamne. Kungaättens existens är inte säkerställd.